# Гірський масив

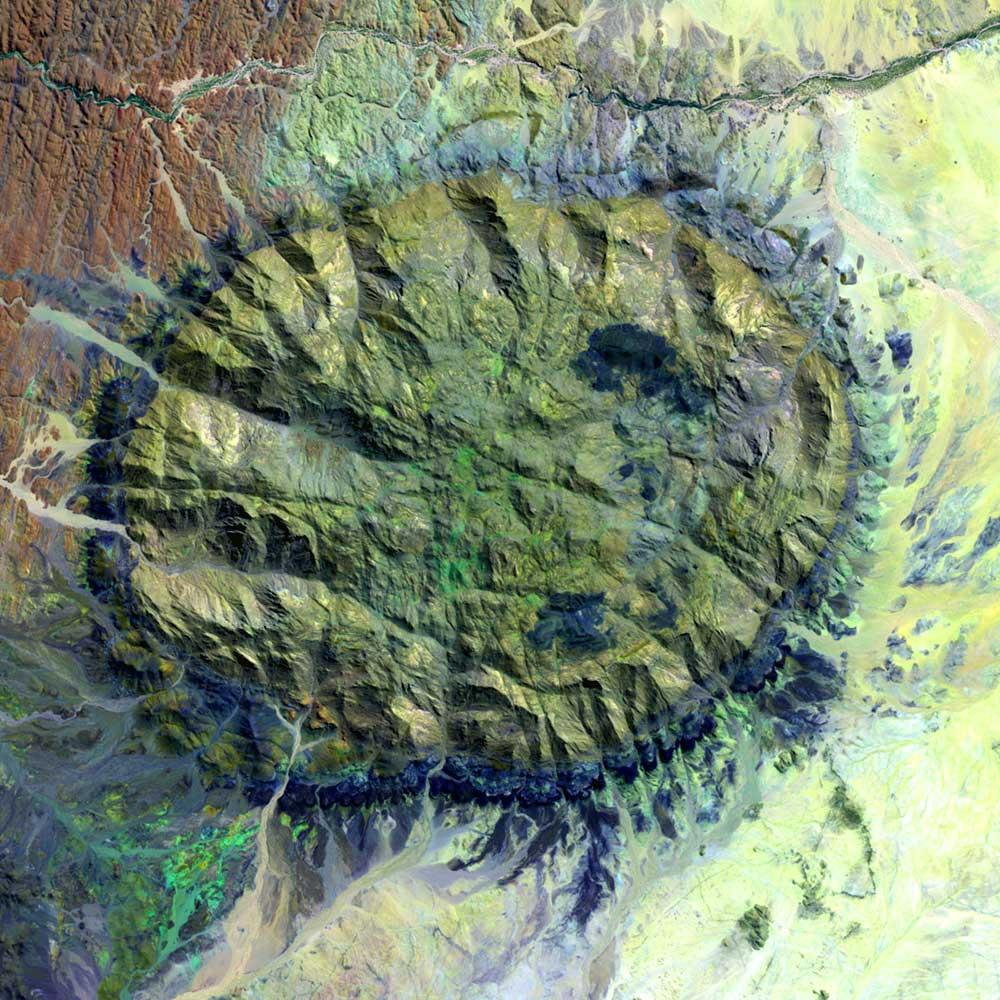
Гірський масив Брандберга (Намібія), знімок з космосу

Гірськи́й маси́в —
- У геології — ділянка земної кори, яка характеризується єдиними умовами утворення та подібними властивостями компонентів, що її складають.

- У фізичній географії — геоморфологічна підодиниця, сукупність гір неправильних обрисів у плані, які становлять єдину групу[1]. Лежить гірський масив більш-менш ізольовано і має приблизно однакові протяжність і ширину (масив Монблан в Альпах, Моголтау(інші мови) в Тянь-Шані). Гірські масиви як правило слабко розчленовані, мають яскраво виражену морфологічну єдність. Від сусідніх хребтів гірської системи відокремлені широкими і глибокими долинами.

Гірські масиви, складені вапняковими породами, що взаємодіють з водою, називаються карстовими.